# Megan Parkinson
Megan Parkinson (18 de julio de 1996) es una actriz británica. Es conocida por sus papeles en las películas Damilola, Our Loved Boy y To Walk Invisible.
En 2017, Parkinson apareció en la séptima temporada de la serie Game of Thrones como Alys Karstark repitiendo este mismo papel en la octava y última temporada de la serie en 2019.
En 2018, Parkinson apareció en la serie Ackley Bridge encarnando a Sam.

## Filmografía

### Televisión
| Año       | Título                  | Papel              | Notas                       |
| --------- | ----------------------- | ------------------ | --------------------------- |
| 2016      | Holby City              | Elli Ellis         | Episodio: "Children of Men" |
| 2016      | Damilola, Our Loved Boy | Leanne             | Película de televisión      |
| 2016      | To Walk Invisible       | Martha Brown       | Película de televisión      |
| 2017-2019 | Game of Thrones         | Alys Karstark      | 6 episodios                 |
| 2017      | Strike                  | Brittany Brockbank |                             |
| 2018      | Ackley Bridge           | Sam                |                             |